# Шариньи
Шариньи́ (фр. Charigny) — коммуна во Франции, находится в регионе Бургундия. Департамент коммуны — Кот-д’Ор. Входит в состав кантона Семюр-ан-Осуа. Округ коммуны — Монбар.
Код INSEE коммуны — 21145.

## Население
Население коммуны на 2010 год составляло 42 человека.
| 1962 | 1968 | 1975 | 1982 | 1990 | 1999 | 2010 |
| ---- | ---- | ---- | ---- | ---- | ---- | ---- |
| 34   | 41   | 46   | 41   | 37   | 35   | 42   |

## Экономика
В 2010 году среди 19 человек трудоспособного возраста (15—64 лет) 18 были экономически активными, 1 — неактивным (показатель активности — 94,7 %, в 1999 году было 70,0 %). Из 18 активных жителей работали 18 человек (8 мужчин и 10 женщин), безработных не было. Среди 1 неактивного 1 человек была учеником или студентом, 0 — пенсионерами, 0 были неактивными по другим причинам.